# Шерідан (Іллінойс)
Шерідан (англ. Sheridan) — селище (англ. village) в США, в окрузі Ла-Салл штату Іллінойс. Населення — 2431 особа (2020).

## Географія
Шерідан розташований за координатами 41°31′42″ пн. ш. 88°40′46″ зх. д. / 41.52833° пн. ш. 88.67944° зх. д. (41.528347, -88.679554).  За даними Бюро перепису населення США в 2010 році селище мало площу 5,26 км², з яких 5,16 км² — суходіл та 0,10 км² — водойми.

## Демографія
Згідно з переписом 2010 року, у селищі мешкало 2137 осіб у 301 домогосподарстві у складі 205 родин. Густота населення становила 406 осіб/км².  Було 321 помешкання (61/км²).
Расовий склад населення:
| - 53,7 % — білих - 42,7 % — чорних або афроамериканців - 0,2 % — корінних американців - 0,1 % — азіатів - 2,3 % — осіб інших рас |

До двох чи більше рас належало 0,9 %. Частка іспаномовних становила 7,6 % від усіх жителів.
За віковим діапазоном населення розподілялося таким чином: 10,0 % — особи молодші 18 років, 86,6 % — особи у віці 18—64 років, 3,4 % — особи у віці 65 років та старші. Медіана віку мешканця становила 32,5 року. На 100 осіб жіночої статі у селищі припадало 434,2 чоловіків;  на 100 жінок у віці від 18 років та старших — 556,3 чоловіків також старших 18 років.
Середній дохід на одне домашнє господарство  становив 60 066 доларів США (медіана — 56 528), а середній дохід на одну сім'ю — 60 184 долари (медіана — 60 208). За межею бідності перебувало 11,2 % осіб, у тому числі 14,4 % дітей у віці до 18 років та 0,0 % осіб у віці 65 років та старших.
Цивільне працевлаштоване населення становило 405 осіб. Основні галузі зайнятості: освіта, охорона здоров'я та соціальна допомога — 16,0 %, виробництво — 13,1 %, роздрібна торгівля — 12,6 %.